# Abasár
Abasár là một thị trấn thuộc hạt Heves, Hungary. Thị trấn này có diện tích 20,82 km², dân số năm 2010 là 2521 người, mật độ 121 người/km².